# Paula Ackerman
Paula Ackerman  (en hébreu פאולה אקרמן), née le 7 décembre 1893 à Pensacola, Floride et morte le 12 janvier 1989, est la première femme qui exerce les fonctions de rabbin aux États-Unis mais sans avoir jamais été ordonnée rabbin et ce avec le consentement des autorités religieuses réformistes de l'époque.

## Années de jeunesse
Née sous le nom de Paula Herskovitz à Pensacola, en Floride, elle rêve adolescente de devenir un jour médecin afin de soigner les gens. Mais estimant que la profession médicale est inadaptée pour les femmes, son père Joseph Herskovitz insiste pour qu'elle abandonne son rêve.
Son père, élevé dans la tradition du judaïsme orthodoxe, fournit une éducation religieuse pour ses fils seulement. Cependant reconnaissant le grand désir de sa fille pour les études, il l’envoi au lycée. En 1911, Paula Herskovitz avec ses bons résultats scolaires obtient une bourse pour le Sophie Newcomb College de New Orléans, mais son père s'y oppose. Obligée d'abandonnée ses études, elle aide alors financièrement sa famille, en enseignant la musique et les mathématiques aux enfants.

## Vie adulte
En 1919, Paula Herskovitz  épouse le rabbin William Ackerman. Durant le mandat de son mari comme rabbin au Temple Beth Israel, une congrégation réformiste à Meridian au Mississippi, elle dirige la chorale de la congrégation. Lorsque son mari décède subitement le 30 novembre 1950, elle dirige provisoirement à titre de leader spirituelle la congrégation du Temple Beth Israel sans avoir toutefois le titre de rabbin,. Elle avait dirigé auparavant quelques offices lorsque son mari était malade. Ayant reçu l'autorisation du rabbin Maurice Eisendrath, président de l'Union des Congrégations hébraïques américaines, elle continue à diriger la congrégation jusqu'à ce qu'un remplaçant masculin soit trouvé en septembre 1953.
En ce qui concerne ses chances d'être un jour ordonnée rabbin, Paula Ackerman écrit à un ami : 
« je sais aussi comment l'idée est révolutionnaire. Cela semble donc être un énorme défi. Je prie pour l'instant. Si je peux juste planter une graine afin que les femmes juives aient une plus grande participation, si ce sera pour ouvrir une voie pour les femmes  au rabbinat. Ma vie aura alors eu un sens »
— Paula Ackerman
.
Par la suite, Paula Ackerman travaille pour le Comité national des écoles religieusesjuives pour la National Federation of Temple Sisterhoods. En 1962-63, elle dirige les offices durant 9 mois dans la Beth-El congregation de Pensacola, en Floride jusqu'à ce qu'un rabbin masculin soit trouvé,.

## Dernières années de vie
En 1981, elle déménage à Atlanta en Géorgie. Retraitée, Paula Ackerman reste active dans le domaine culturel juif. Elle voyage à travers les États-Unis pour des conférences sur des thèmes religieux. En 1986, lors d'une cérémonie spéciale tenue à Atlanta, l'Union des Congrégations hébraïques américaines - Union of American Hebrew Congregations reconnait officiellement la contribution de Paula Ackerman à la vie juive américaine. Paula Ackerman meurt à Thomaston le 12 janvier 1989 à l'âge de 95 ans.